# Rotis
Rotis（ローティス）は、1988年にドイツのグラフィックデザイナーおよびタイポグラファーであるオトル・アイヒャーによって開発されたローマ字書体。
書体の名前は、アイヒャーが事務所を構えていたドイツ・ロイトキルヒイムアルゴイに属する村落にちなんでいる。